# Malanea sanluisensis
Malanea sanluisensis är en måreväxtart som beskrevs av Julian Alfred Steyermark. Malanea sanluisensis ingår i släktet Malanea och familjen måreväxter. Inga underarter finns listade i Catalogue of Life.